# Březnice (stacja kolejowa)
Březnice – stacja kolejowa w Březnicach, w kraju środkowoczeskim, w Czechach. Znajduje się na wysokości 485 m n.p.m.
Jest zarządzana przez Správę železnic. Na stacji istnieje możliwość zakupu biletu i rezerwacji miejsc.

## Linie kolejowe
- 200 Zdice - Protivín
- 203 Březnice - Strakonice
- 204 Březnice - Rožmitál pod Třemšínem